# Psycho Cop II
Psycho Cop II ist ein US-amerikanischer Slasher-Film von Adam Rifkin aus dem Jahr 1993. Es handelt sich dabei um die Fortsetzung zum 1989 erschienenen Film Mad Cop (Regie: Wallace Potts). Verbunden sind die beiden Filme über den mordenden Polizisten Joe Vickers, der in beiden Filmen von Robert R. Shaffer gespielt wurde.

## Handlung
In einem  Café belauscht der Serienmörder und Satanist „Officer“ Joe Vickers, dass Brian und Larry einen Junggesellenabschied planen und sich dabei mit Drogen eingedeckt haben. Auf dem Weg zum Bürogebäude verfolgt er die beiden, worauf Brian die Drogen voller Panik in einen Briefkasten wirft.
Nach dem offiziellen Schichtende bleiben die Angestellten einfach im Bürogebäude. Larry schleicht sich nach unten und schmiert den Security-Mitarbeiter des Gebäudes, um Stripperinnen hineinzulassen. Vickers betritt das Gebäude und tötet als erstes den Securitymann. Anschließend verschickt er Droh-Faxe und manipuliert den Fahrstuhl. Nacheinander mordet er sich durch das Gebäude, bis nur noch die fleißige Mitarbeiterin Sharon, die mit der Party eigentlich nichts zu tun hatte und nur Überstunden machte, und der verletzte Brian übrig sind.
Sharon gelingt die Flucht nach draußen und sie wird von Vickers vor einer Bar attackiert. Die Besucher der Bar rennen schließlich nach draußen und schlagen auf den Polizisten ein. Sharon, Brian und Vickers werden ins Krankenhaus gebracht. Vickers wird durch dämonische Kräfte geheilt und greift das medizinische Personal und die Polizisten an. Das letzte Bild zeigt sein grinsendes Gesicht.
Der Abspann wird mehrfach von Aufnahmen der Stripperinnen beim Junggesellenabschied unterbrochen.

## Synchronisation
| Rolle               | Schauspieler     | Synchronsprecher |
| ------------------- | ---------------- | ---------------- |
| Brian               | Miles Dougal     | Santiago Ziesmer |
| Chloe               | Carol Cummings   | Rita Engelmann   |
| Gary                | Dave Bean        | Tobias Meister   |
| Gus                 | Al Schuerman     | Alexander Herzog |
| Mr. Stonecipher     | John Paxton      | Hans Nitschke    |
| Sharon              | Barbara Niven    | Bettina Weiß     |
| Officer Joe Vickers | Robert R. Shafer | Hubertus Bengsch |

## Hintergrund
Dan Povenmire schrieb das Drehbuch zu dem Film. Ihm wurde auch die Regie angeboten, doch lehnte der Cartoonist ab, da er dafür seine Arbeit an Die Simpsons hätte beenden müssen. Stattdessen übernahm Adam Rifkin die Regie. er verwendete dafür das Pseudonym Rif Corgan. Der Film geht in eine andere Richtung als der Vorgänger Mad Cop und setzt stärker auf Humor, insbesondere Oneliner von Vickers.
Für ein R-Rating wurde der Film stark gekürzt, insbesondere bei den Sexszenen. Dagegen wurde die deutsche VHS-Version, die am 8. November 1993 mit einer FSK-18-Freigabe von VMP veröffentlicht wurde, um über 2½ Minuten gekürzt, darunter sowohl die Mordszenen als auch die sarkastischen Oneliner von Vickers, wobei die Sexszenen enthalten sind.
Eine ungekürzte Fassung erschien am 9. Dezember 2021 als ungeprüfte  Blu-Ray über WMM in einem Media-Book mit dem Vorgänger. Die Uncut-Fassung erschien vorher bereits in der Schweiz als DVD beziehungsweise Blu-Ray.
Der Film enthält eine Anspielung auf den Rodney-King-Zwischenfall. Als die Barbesucher Officer Joe Vickers verprügeln wird dies von einem Zuschauer von einem Balkon aus mitgefilmt und später in den Lokalnachrichten gezeigt. Die Aufnahmen erinnern an das damalige Video von den prügelnden Polizisten. Ursprünglich sollte die Sequenz sogar in Downtown Los Angeles an der gleichen Stelle wie der King-Zwischenfall gedreht werden, doch hätte dies zusätzliches Sicherheitspersonal bedeutet. Diese Kosten wollten die Produzenten nicht übernehmen.

## Rezeption
Der Film erhielt vom Lexikon des internationalen Films eine eher schlechte Besprechung. Es schrieb: „In übelster Slasher-Tradition reiht diese Produktion brutale Morde aneinander und verbreitet ein reaktionär-schiefes Weltbild. Auch die vorgeschobene Ironie ändert nichts an den spekulativen Absichten des Films.- Wir raten ab.“ Dagegen schrieb Frank Trebbin in seiner Buchreihe Die Angst sitzt neben Dir: „Keine der Figuren ist ernst zu nehmen, und keine Situation ist wahnwitzig genug, um nicht auf die Spitze getrieben zu werden. Das Ganze wird dann mit einigen blutigen Effekten angereichert, und die Sprüche Joe Vickers übertreffen die von Kollegen Freddy Krüger noch an Zynismus. Dennoch kommt Psycho Cop II wegen der bereits oft erzählten Maniac-on-the-loose-Story nicht über das blutgetränkte Mittelmaß hinaus. “